# Razan (Verwaltungsbezirk)
Razan (persisch شهرستان رزن) ist ein Schahrestan in der Provinz Hamadan im Iran. Er enthält die Stadt Razan, welche die Hauptstadt des Verwaltungsbezirks ist. 

## Kreise
- Zentral (بخش مرکزی)
- Sardrud (بخش سردرود)
- Qorveh-e Dardschazin (بخش زرین‌دشت)

## Demografie
Bei der Volkszählung 2016 betrug die Einwohnerzahl des Schahrestan 107.587. Die Alphabetisierung lag bei 83 Prozent der Bevölkerung. Knapp 52 Prozent der Bevölkerung lebten in urbanen Regionen.
| Zensusjahr | Einwohnerzahl |
| ---------- | ------------- |
| 2011       | 116.437       |
| 2016       | 107.587       |